# ژان-آتاناز سیکار
ژان-آتاناز سیکار (فرانسوی: Jean-Athanase Sicard‎؛ ‏ ۲۳ ژوئن ۱۸۷۲ – ۲۸ ژانویهٔ ۱۹۲۹) عصب‌شناس، متخصص اعصاب، رادیولوژیست و پزشک اهل فرانسه بود.
سیکار رشتهٔ پزشکی را در پاریس و مارسی فرا گرفت و مدرک دکترای خود را در سال ۱۸۹۹ دریافت داشت. وی در سال ۱۹۲۳ به مقام استادی آسیب‌شناسی داخلی رسید.
وی برای نخستین بار از تزریق سدیم سالیسیلات برای درمان واریس و تزریق الکل برای درمان نورالژی عصب سه‌قلو استفاده کرد.
سیکار همچنین برندهٔ جوایزی همچون لژیون دونور شده‌است.